# Аколук
Аколук (на турски: Akoluk) е село в Източна Турция. То се намира в околия Тузлуджа, вилает Ъгдър. Има население от  души 62 към 2024 г. и обща площ от 0,283 km².

## История
Селото носи името Тахтиялу до 1901 г., когато е преименувано на Тегелти. Запазва това име до 1928 г. Оттогава до 1960 г. е известно като Такалтъ. Името Аколук е прието през 1960 г.

## География
Разположено е на 2150 m н.в. в географския регион Източен Анадол. Намира се на 47 километра от административния център на вилаета, Ъгдър, и на 11 километра от центъра на околията – Тузлуджа.

## Население

### Численост на населението
Численост на населението по години:
| Година | Население |
| ------ | --------- |
| 2000   | 59        |
| 2007   | 66        |
| 2008   | 61        |
| 2009   | 53        |
| 2010   | 56        |
| 2011   | 60        |
| 2012   | 48        |
| 2013   | 58        |
| 2014   | 60        |
| 2015   | 48        |
| 2016   | 50        |
| 2017   | 57        |
| 2018   | 81        |
| 2019   | 79        |
| 2020   | 65        |
| 2021   | 64        |
| 2022   | 58        |
| 2023   | 68        |
| 2024   | 62        |

### Полова структура
Населението се състои от 43 мъже и 19 жени.
|  |  |  |

Разпределение на населението по пол към 2024 година